# Distretto congressuale at-large del Delaware

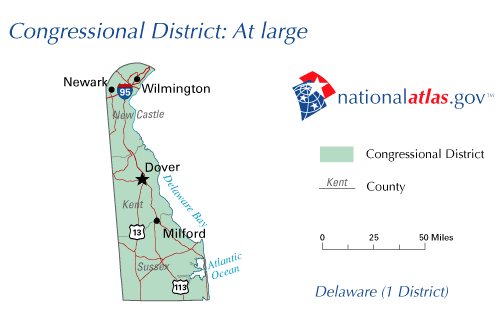
Distretto congressuale at-large del Delaware

Il distretto congressuale at-large del Delaware è un distretto congressuale per l'elezione della Camera dei rappresentanti degli Stati Uniti d'America, che comprende l'intero stato del Delaware. Si tratta del più antico distretto congressuale della nazione, ed esiste ininterrottamente dal 1º Congresso nel 1789; si tratta anche del distretto congressuale più popoloso della nazione. Il Delaware ha sempre avuto un solo deputato alla Camera, ad eccezione di un singolo decennio dal 1813 al 1823, quando ebbe due deputati, ma sempre eletti con un unico collegio che ricopriva l'intero stato, at-large. I due deputati venivano scelti con un'unica scheda a livello di intero stato, e i due candidati più votati venivano eletti.
Mike Castle, repubblicano ed ex governatore del Delaware, rappresentò il distretto dal gennaio 1993 fino al suo ritiro nel gennaio 2011, dopo una campagna per la nomination repubblicana per il seggio del Senato, che non ebbe esito positivo. Anche se il Delaware era stabilmente democratico a livello statale e nazionale, Castle venne solitamente rieletto senza particolari rischi. Dal suo ritiro, i democratici rappresentano il distretto senza reale opposizione.
Il distretto è attualmente rappresentato da Sarah McBride, democratica.

## Risultati delle ultime tornate elettorali presidenziali
In grassetto il vincitore nello Stato
| Anno | Risultati nel Delaware | Risultati nel Delaware | Eletto presidente |
| Anno | Repubblicano           | Democratico            | Eletto presidente |
| ---- | ---------------------- | ---------------------- | ----------------- |
| 2000 | George W. Bush (42%)   | Al Gore (55%)          | George W. Bush    |
| 2004 | George W. Bush (45%)   | John Kerry (53%)       | George W. Bush    |
| 2008 | John McCain (36%)      | Barack Obama (61%)     | Barack Obama      |
| 2012 | Mitt Romney (40%)      | Barack Obama (59%)     | Barack Obama      |
| 2016 | Donald Trump (42%)     | Hillary Clinton (53%)  | Donald Trump      |
| 2020 | Donald Trump (40%)     | Joe Biden (59%)        | Joe Biden         |
| 2024 | Donald Trump (42%)     | Kamala Harris (56%)    | Donald Trump      |

## Elenco dei rappresentanti del distretto
| Congresso   | Rappresentante       | Partito      | Periodo                           |
| ----------- | -------------------- | ------------ | --------------------------------- |
| 80° ▶ 83°   | J. Caleb Boggs       | Repubblicano | 3 gennaio 1947 — 3 gennaio 1953   |
| 83°         | Herbert Warburton    | Repubblicano | 3 gennaio 1955 — 3 gennaio 1957   |
| 84°         | Harris McDowell      | Democratico  | 3 gennaio 1957 — 3 gennaio 1959   |
| 85°         | Harry G. Haskell Jr. | Repubblicano | 3 gennaio 1957 — 3 gennaio 1959   |
| 86° ▶ 89°   | Harris McDowell      | Democratico  | 3 gennaio 1959 — 3 gennaio 1967   |
| 90° ▶ 91°   | William Roth         | Repubblicano | 3 gennaio 1967 — 31 dicembre 1970 |
| 91°         | Vacante              | Vacante      | 31 dicembre 1970 — 3 gennaio 1971 |
| 92° ▶ 94°   | Pete du Pont         | Repubblicano | 3 gennaio 1971 — 3 gennaio 1977   |
| 95° ▶ 97°   | Thomas B. Evans Jr.  | Repubblicano | 3 gennaio 1977 — 3 gennaio 1983   |
| 98° ▶ 102°  | Tom Carper           | Democratico  | 3 gennaio 1983 — 3 gennaio 1993   |
| 103° ▶ 111° | Mike Castle          | Repubblicano | 3 gennaio 1993 — 3 gennaio 2011   |
| 112° ▶ 114° | John Carney          | Democratico  | 3 gennaio 2011 — 3 gennaio 2017   |
| 115° ▶ 118° | Lisa Blunt Rochester | Democratico  | 3 gennaio 2017 — 3 gennaio 2025   |
| 119° ▶      | Sarah McBride        | Democratico  | dal 3 gennaio 2025                |

## Dati elettorali

### Elezioni negli anni 2010

#### 115º Congresso
|                       | Lisa Blunt Rochester ✔️ Eletta | Democratico  | 233 554 | 55,53 |
|                       | Hans Reigle                    | Repubblicano | 172 301 | 40,96 |
|                       | Mark Andrew Perri              | Verde        | 8 326   | 1,98  |
|                       | Scott Gesty                    | Libertario   | 6 436   | 1,53  |
| Totale                | Totale                         | Totale       | 420 617 | 100   |
| Data: 8 novembre 2016 |                                |              |         |       |

#### 116º Congresso
|                       | Lisa Blunt Rochester ✔️ Eletta | Democratico  | 227 353 | 64,45 |
|                       | Scott Walker                   | Repubblicano | 125 384 | 35,55 |
| Totale                | Totale                         | Totale       | 352 737 | 100   |
| Data: 6 novembre 2018 |                                |              |         |       |

### Elezioni negli anni 2020

#### 117º Congresso
|                       | Lisa Blunt Rochester ✔️ Eletta | Democratico  | 281 382 | 57,63 |
|                       | Lee Murphy                     | Repubblicano | 196 392 | 40,22 |
|                       | Catherine S. Purcell           | Indipendente | 6 682   | 1,37  |
|                       | David L. Rogers                | Libertario   | 3 814   | 0,78  |
| Totale                | Totale                         | Totale       | 488 270 | 100   |
| Data: 3 novembre 2020 |                                |              |         |       |

#### 118º Congresso
|                       | Lisa Blunt Rochester ✔️ Eletta | Democratico           | 178 416 | 55,47 |
|                       | Lee Murphy                     | Repubblicano          | 138 201 | 42,97 |
|                       | Cody McNutt                    | Libertario            | 3 074   | 0,96  |
|                       | David Rogers                   | Non-partisan Delaware | 1 958   | 0,61  |
| Totale                | Totale                         | Totale                | 321 649 | 100   |
| Data: 8 novembre 2022 |                                |                       |         |       |

#### 119º Congresso
|                       | Sarah McBride ✔️ Eletta | Democratico  | 287 830 | 57,86 |
|                       | John Whalen             | Repubblicano | 209 606 | 42,14 |
| Totale                | Totale                  | Totale       | 497 436 | 100   |
| Data: 5 novembre 2024 |                         |              |         |       |